# Privina Glava
Privina Glava es un pueblo ubicado en la municipalidad de Šid, en el distrito de Sirmia, Serbia.

## Superficie
Posee una superficie de 9,904 kilómetros cuadrados.

## Demografía
Hasta 2011 la población era de 186 habitantes, con una densidad de población de 18,78 habitantes por kilómetro cuadrado.